# الیویا تیلور دادلی

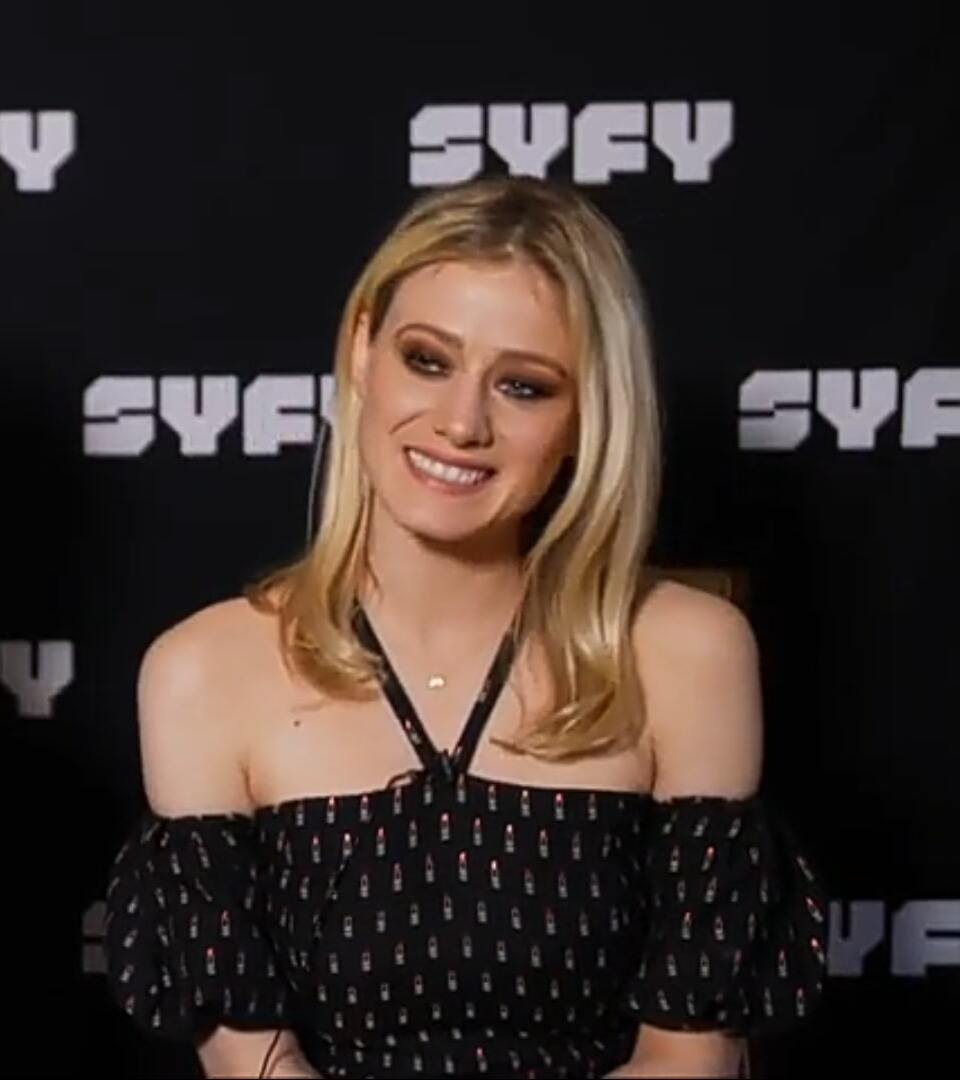
الیویا تیلور دادلی در سال ۲۰۱۸

الیویا تیلور دادلی (به انگلیسی: Olivia Taylor Dudley) یک بازیگر آمریکایی است که بیشتر برای ایفای نقش در مجموعه‌های تلویزیونی فعالیت فراطبیعی: ابعاد شبح، خاطرات چرنوبیل و جادوگران شهرت دارد.

## زندگی حرفه ای
دادلی در مورو بی، کالیفرنیا متولد شد و اولین نقش اصلی فیلم خود را در فیلم ترسناک خاطرات چرنوبیل ۲۰۱۲ به دست آورد. در سال ۲۰۱۳، در فیلم درام شیطانی نوارهای واتیکان نقش یک قربانی به نام آنجلا هولمز را بازی کرد
ایفای نقش دادلی در این فیلم، توجه مثبتی را از نیکلاس رپولد، ناظر نیویورک تایمز کسب کرد. فیلم‌های قابل توجه دیگر دادلی شامل دمبل‌ها، فعالیت فراطبیعی: ابعاد شبح و برتری است. نقش‌های تلویزیونی دادلی شامل نمایش‌هایی در سی‌اس‌آی: میامی و پرورش شکست‌خورده است. در اوت سال ۲۰۱۵، او نقش آلیس را به‌طور منظم در سریال فانتزی درام علمی تخیلی، جادوگران به دست آورد. در اواسط سال ۲۰۱۶، دادلی در فصل دوم سریال آکواریوس در یک نقش مهمان، در مقابل دیوید دوکاونی بازی کرد.

## فیلم‌شناسی
| Year | عنوان                              | نقش            | یادداشت                                                  |
| ---- | ---------------------------------- | -------------- | -------------------------------------------------------- |
| ۲۰۰۷ | داستان آنا نیکول اسمیت             | رقاص           | با نام اولیویا دادلی                                     |
| ۲۰۰۸ | Remembering Phil                   | دوست دختر سوزی | با نام اولیویا دادلی                                     |
| ۲۰۱۱ | Birds of a Feather                 | دختر حقیقی #۵  | با نام اولیویا دادلی                                     |
| ۲۰۱۱ | Chillerama                         | لارا           | بخش‌های: "Wadzilla" / "Zom-B-Movie"، با نام اولیویا دادلی |
| ۲۰۱۲ | خاطرات چرنوبیل                     | ناتالی         |                                                          |
| ۲۰۱۴ | دمبل‌ها                             | هدر            | با نام اولیویا دادلی                                     |
| ۲۰۱۴ | برتری                              | گروپی          |                                                          |
| ۲۰۱۴ | The Barber                         | کلی            | با نام اولیویا دادلی                                     |
| ۲۰۱۵ | Appleton                           | گریسی          | با نام اولیویا دادلی                                     |
| ۲۰۱۵ | Dude Bro Party Mas sacre III       | مادرفیس        |                                                          |
| ۲۰۱۵ | نوارهای واتیکان                    | آنجلا          |                                                          |
| ۲۰۱۵ | فعالیت فراطبیعی: ابعاد شبح         | اسکایلر        |                                                          |
| ۲۰۲۰ | She Dies Tomorrow                  | تعیین نشده     | [ ۱۴ ]                                                   |
| TBA  | Chuck Hank and the San Diego Twins | تِرَش            |                                                          |

| Year      | عنوان                          | نقش          | یادداشت                                                      |
| --------- | ------------------------------ | ------------ | ------------------------------------------------------------ |
| ۲۰۱۱      | ان‌سی‌آی‌اس                       | جانسی گیلوری | قسمت: "Freedom"                                              |
| ۲۰۱۱–۲۰۱۲ | سی‌اس‌آی: میامی                  | الیزابت      | قسمت: "Look Who's Taunting", "Dead Ringer", "Rest in Pieces" |
| ۲۰۱۲      | به ج… آپارتمان ۲۳ اعتماد نکنید | کاتارینا     | قسمت: "A Weekend in the Hamptons..."                         |
| ۲۰۱۳      | The Mindy Project              | دختر تتویی   | قسمت: "The One That Got Away"; با نام کولیویا تیلور دادلی    |
| ۲۰۱۳      | پرورش شکست‌خورده                | رز           | قسمت: "It Gets Better"                                       |
| ۲۰۱۳–۲۰۱۴ | Uproxx Video                   | واریوس       | ۸ قسمت                                                       |
| ۲۰۱۵      | The Comedians                  | باریستا      | قسمت: Pilot, "Celebrity Guest", "Charity"                    |
| ۲۰۱۵–۲۰۲۰ | جادوگران                       | آلیس کوئین   | نقش اصلی                                                     |
| ۲۰۱۶      | اکواریوس                       | بیلی گوندسون | ۵ قسمت                                                       |
| ۲۰۱۷      | زیاد ذوق‌زده نشو                | سوئینگر      | قسمت: "Fatwa!"                                               |